# Golpe de estadio
Golpe de estadio es una película colombiana dirigida por Sergio Cabrera, producida por Tomás Zapata y estrenada en 1998. Trata el tema del conflicto armado en Colombia empleando elementos de la comedia popular. Fue candidata al Premio Goya a la mejor película extranjera de habla hispana.

## Argumento
Una empresa petrolera ha instalado un campamento para la investigación geológica en un pequeño caserío de Colombia al que han bautizado como Nuevo Texas por lo que se convierte en blanco de la guerrilla que sostiene constantes enfrentamientos con las fuerzas policiales de la zona. El enfrentamiento se ve alterado por el interés de los bandos de seguir la trasmisión de la las eliminatorias del mundial de fútbol de Estados Unidos 94 por lo que terminan haciendo una tregua para reunirse a ver el encuentro entre la Selección Colombiana y la Selección Argentina en el único televisor que queda funcionando en el poblado.

## Reparto
- Emma Suárez: Comandante María
- Nicolás Montero: Capitán Tadeo Cruz / Carlos
- César Mora: Sargento García
- Flavio Caballero: Comandante Felipe
- Humberto Dorado: Padre Bueno
- Raúl Sénder: José Josú
- Lorena Forteza: Bárbara Bertoli
- Andrea Giordana: Klaus Mauser
- Luis Eduardo Arango: Agente Álvarez
- Florina Lemaitre: Lucía
- Mimí Lazo: Samara
- Saín Castro: Comandante Pablo
- Luis Eduardo Múnera: Gustavo Calle Isaza
- Henry Castillo: Agente Rincón
- Arianna Cabezas: Chica Titanic
- Claude Pimont: Paul Greenfield
- Fausto Cabrera: Comandante Pepe